# Бонні Тайлер

Бонні Тайлер, 1970 рік

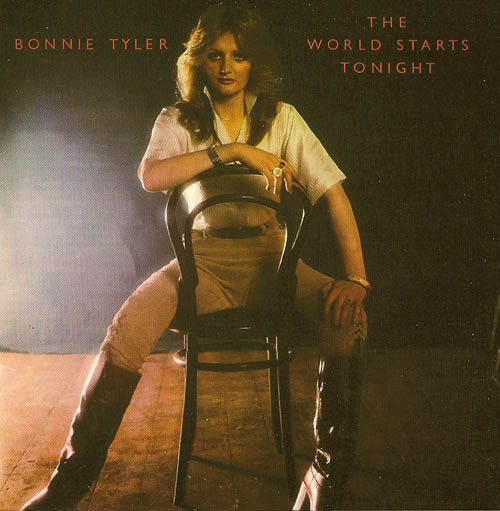
Перший студійний альбом Тайлер «The World Starts Tonight» (1977)

Бо́нні Та́йлер (англ. Bonnie Tyler), при народженні Ґейнор Гопкінс (англ. Gaynor Hopkins); нар. 8 червня 1951 року, Скюен, Уельс) — валлійська співачка, відома унікальним хрипким голосом. Популярність здобула після альбому «The World Starts Tonight» 1977 року і синглів «Lost in France» та «More Than a Lover». Її сингл «It's A Heartache» 1978 року досяг четвертої сходинки в UK Singles Chart і третьої сходинки в американському Billboard Hot 100.
У 1980-х Тайлер відважно подалася в царину рок-музики з автором та продюсером Джимом Стейнменом. Він написав найбільший її хіт «Total Eclipse of the Heart», провідний сингл з альбому, який 1983 року очолював британський чарт, «Faster Than the Speed of Night». Стейнмен також написав інший великий хіт Тайлер 1980-х років «Holding Out for a Hero». Вона мала успіх у континентальній Європі у 1990-х роках з Дітером Боленом, який написав і спродюсував її хіт «Bitterblue». 2003 року Тайлер перезаписала «Total Eclipse Of The Heart» разом з французькою співачкою Карін Антонн. Їхній двомовний дует очолив французькі чарти.
2013 року вона представила Велику Британію на Пісенному конкурсі «Євробачення», виконавши пісню «Believe in Me». Як «It's a Heartache», так і «Total Eclipse of the Heart» перебувають серед лідерів за кількістю продажів з-поміж синглів усіх часів, з загальним обсягом понад шість мільйонів продажів кожен. Кар'єра співачки принесла їй, серед інших нагород, три номінації на премію «Греммі» й три номінації на премію «Brit».

## Раннє життя
Гейнор Гопкінс народилася у валлійському містечку Скюен. Її батько Глін був шахтарем, а мати Елсі — домогосподаркою. Родина Гопкінсів виховувала чотирьох доньок і двох синів, вони мешкали в комунальному будинку з чотирма спальнями. Старші брати та сестри мали найрізноманітніші музичні смаки і познайомили її з такими артистами як Елвіс Преслі, Френк Сінатра і «The Beatles». Гопкінс та її сім'я були глибоко релігійними протестантами. Вперше вона виступила публічно ще дитиною в каплиці, вона виконала англіканський гімн «All Things Bright and Beautiful».
Школу вона полишила, так і не отримавши атестата, і почала працювати в продуктовому магазині. 1969 року взяла участь у місцевому конкурсі музичних талантів і, посівши друге місце, вирішила пов'язати своє майбутнє з кар'єрою співачки. Через газетну рекламу знайшла місце бек-вокалістки у колективі «Bobby Wayne & The Dixies», а потім сформувала свій власний соул-гурт під назвою «Imagination». Приблизно тоді ж змінила сценічне ім'я на Шерен Девіс, щоб уникнути плутанини з валлійською фолк-співачкою Мері Гопкін.

## Кар'єра

### 1975—1978: «The World Starts Tonight» і «Natural Force»
1975 року Девіс була помічена зі своїм гуртом під час виступу в клубі «Townsman» у Суонсі, шукачем талантів Роджером Беллом, який запросив її до Лондона зробити демо-запис. Через багато місяців їй зателефонували з RCA Records і запропонували контракт на запис. Вони також порадили їй взяти собі інший псевдонім. Склавши список прізвищ та імен з газети, Девіс знайшла собі новий псевдонім «Бонні Тайлер».
Менеджерами, авторами пісень та продюсерами Бонні Тайлер стали Ронні Скотт і Стів Вулф. Її дебютним синглом став «My! My! Honeycomb», який вийшов у квітні 1976 року і не потрапив до чарту жодної країни. У вересні того року, в рамках промо-кампанії наступного синглу Тайлер, «Lost in France», RCA Records виділили 4000 фунтів стерлінгів на масштабний рекламний захід, в рамках якої до Ле Туке (Франція) вирушила група з 30-ти музичних журналістів і радіо-діджеїв, яка провела зустріч зі співачкою за вечерею з чотирьох страв. «Lost in France» досяг 9-го місця у Великій Британії, завдяки цьому Тайлер вперше запросили на музичну телепередачу «Top of the Pops». У січні 1977 року вийшов наступний сингл співачки — «More Than a Lover». Через сексуальний характер тексту пісні, її заборонили для використання у новому британському дитячому телесеріалі «Візьми себе в руки» («Get It Together»). Хоча Тайлер була здивована таким рішенням, вона висловила вдячність за «додаткову рекламу». Пісня досягла 27-го місця у Великій Британії.
В лютому 1977 року вийшов дебютний альбом Тайлер «The World Starts Tonight». Для просування альбому Тайлер вирушила у свій перший тур по Великій Британії, виступаючи як запрошена артистка разом зі співаком Джином Пітні. Альбом не потрапив до британських чартів, але досяг 2-го місця у Швеції. Навесні 1977 року Тайлер перенесла операцію з видалення вузликів на голосових зв'язках, через що лікар порекомендував співачці не напружувати її голос протягом шести тижнів. Проте Тайлер не втрималася і одного дня розлютилася та закричала, в результаті її голос назавжди став хрипким.
У липні 1977 року Тайлер випустила свій четвертий сингл «Heaven», який досяг 24-го місця в Німеччині. Тайлер пояснювала невдалий результат синглу в інших країнах смертю Елвіса Преслі в серпні 1977 року. Ця подія змусила RCA переорієнтуватися на перевидання великого комплекту творів Преслі. У листопаді 1977 року вийшов сингл «It's a Heartache», який став одним з найуспішніших синглів Тайлер, досягнувши 4-го місця у Великій Британії і 3-го в чарті Billboard Hot 100. У квітні 1978 року вийшов сингл «Here Am I», який досяг 4-го місця в Норвегії. Оскільки Девід Маккей припинив співпрацю з Ронні Скоттом і Стівом Вулфом, то 1978 року менеджером Тайлер на короткий час став Гордон Міллс. В липні того року Міллс організував перший тур Тайлер по США, включаючи кілька вечорів в Грецькому театрі в Лос-Анджелесі, де вона виступала на розігріві у Тома Джонса.
В травні 1978 року вийшов другий студійний альбом Тайлер «Natural Force», який отримав золоту сертифікацію від RIAA за продажі понад півмільйона копій.

### 1979—1981: «Diamond Cut» і «Goodbye to the Island»
В лютому 1979 року вийшов третій студійний альбом Тайлер «Diamond Cut», спродюсований Ронні Скоттом, Стівом Вулфом разом з Робіном Джеффрі Кейблом. Альбом потрапив у топ-20 чартів Фінляндії, Норвегії та Швеції, тоді як в чарті США Billboard 200 він досяг лише 145-го місця. AllMusic назвав альбом вершиною ранньої кар'єри Тайлер, «і потужною як динаміт демонстрацією непідробного голосу співачки». Видання «Record Mirror» дало альбому три зірки з п'яти, стверджуючи, що лише невелика частина матеріалу не дозволила поставити вищий бал, і що альбом є «обов'язковим для прослуховування» для шанувальників кантрі-музики. Тоді як саму Тайлер дуже засмучувало те, що RCA Records змушували її в основному записувати кантрі-музику.

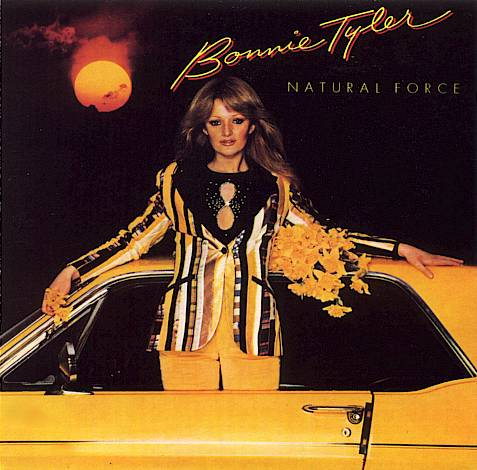
Другий студійний альбому Тайлер «Natural Force» (1978)

Дві пісні альбому вийшли як сингли: «My Guns Are Loaded» і «Too Good to Last». 1979 року Тайлер також випустила сингл «(The World Is Full) Married Men», який став музичною темою до однойменного фільму. Тайлер з'явилася у фільмі, виконуючи цю пісню під час титрів. Сингл досяг 35-го місця в британському чарті (UK Singles Chart). «Record Mirror» критикували пісню словами: «Бонні припиняє жувати гравій на хвилину або дві…», а потім продовжив: «Вона знову завершила шліфуванням моїх барабанних перетинок. Ой».
У листопаді 1979 року Тайлер представляла Велику Британію на Всесвітньому фестивалі популярної пісні в Японії, організатором якого була корпорція «Yamaha». Вона виграла міжнародну премію Grand Prix за виконання пісні «Sitting on the Edge of the Ocean», написаної Ронні Скоттом і Стівом Вулфом. Також 1979 року вийшла пісня «I Believe in Your Sweet Love», яку «Record Mirror» під час її релізу назвали синглом тижня.
Обидва сингли «Sitting on the Edge of the Ocean» та «I Believe in Your Sweet Love» увійшли до заключного студійному альбому Тайлер з RCA Records, «Goodbye to the Island», який вийшов 1981 року. Альбом, записаний в Алгарве (Португалія) та спродюсований Скоттом і Вулфом спільно з Г'ю Мерфі, не мав успіху, він потрапив до чартів лише в Норвегії. AllMusic оцінив альбом на три зірки з п'яти, а інші критики пророкували, що Тайлер «судилося залишитися виконавицею одного хіту». Філ Гендрікс із Cherry Records зазначав, що Тайлер «[доводила] знову й знову, що вона одна з тих рідкісних артисток, які можуть, ніби отримавши чарівний пендель, впасти на провальне місця в чарті і злетіти знов на саму гору, не зазнавши при цьому жодної шкоди».

### 1982—1987: «Faster Than the Speed of Night» і «Secret Dreams and Forbidden Fire»
Після закінчення контракту з RCA, Тайлер підписала контракт з CBS/Columbia. A&R-менеджер Мафф Вінвуд попросив Тайлер знайти нового продюсера. Вона розглядала кандидатури Філа Коллінза, Джеффа Лінна та Алана Тарні, але її першим вибором став Джим Стейнмен. Співачка казала: «Я велика шанувальниця його записів, особливо сольного альбому, і коли ми з моїм менеджером обговорювали моє повернення, ми обидва погодилися, що я повинна звучати якнайкраще, інакше ніхто не сприйматиме мене всерйоз». Стейнмен спочатку відмовився, але передумав після того, як Тайлер надіслала йому демо-записи рок-матеріалу, який вона сподівалася записати.

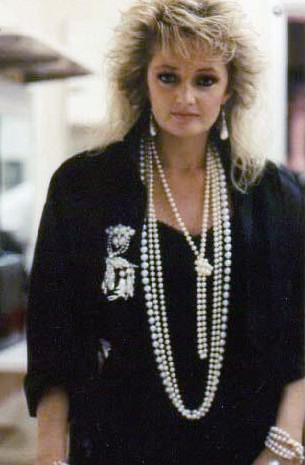
Бонні Тайлер, 1986 рік

Бонні Тайлер, 1986 рік

Через кілька тижнів після першої зустрічі зі Стейнменом, Тайлер відвідала його штаб-квартиру у Нью-Йорку, де виконала пісню «Total Eclipse of the Heart» разом з канадським співаком Рорі Доддом. Стейнмен називав цю пісню «вагнерівським натиском звуку та емоцій», а також «візитівкою» голосу Тайлер. Вона увійшла до її п'ятого студійного альбому «Faster Than the Speed of Night», випущеного 8 квітня 1983 року у Великій Британії, який був записаний на студії Power Station в Нью-Йорку за участю членів гурту «E Street Band», Ріка Деррінджера на гітарі, Рорі Додда та Еріка Троєра на бек-вокалі, а також Стейнмена як продюсера.
«Total Eclipse of the Heart» вийшла у Великій Британії 11 лютого 1983 року й стала одним з найпродаваніших синглів усіх часів, який розійшовся накладом понад 6 мільйонів копій. «Faster Than the Speed of Night» очолив чарт Великої Британій й отримав срібну сертифікацію BPI, а в США він досяг 3-го місця в чарті Cashbox і 4-го місця у Billboard 200, й отримав платинову сертифікацію від RIAA за продажі понад 1 мільйон копій. Комерційний успіх Тайлер приніс їй кілька номінацій на премії, включаючи дві «Греммі» (як найкращій поп- і рок-співачці), дві AMA та BRIT. На церемонії Variety Club of Great Britain Awards її визнали найкращою виконавицею, також вона отримала «Золоту Європу».
У середині 1980-х років Тайлер також досягла успіху, записавши кілька саундтреків. 1984 року вона випустила пісню «Holding Out for a Hero», яка увійшла до саундтреку фільму «Вільні». Того ж року Тайлер записала пісню «Here She Comes», написану Джорджо Мородером, для реставрованої версії науково-фантастичного фільму «Метрополіс» 1927 року, яка принесла їй номінацію на «Греммі» за найкращий жіночий рок-вокал. Тайлер також пропонували виконати музичну тему для фільму про Джеймса Бонда «Ніколи не кажи ніколи» (1983), але співачка відмовилася, оскільки вона їй не сподобалася.
1986 року Тайлер випустила свій шостий студійний альбом «Secret Dreams and Forbidden Fire», який став її черговою співпрацею з Джимом Стейнменом. До альбому увійшли пісні, написані Дезмондом Чайлдом і Браяном Адамсом, а також кавер-версія «Band of Gold» Фреди Пейн. Альбом мав успіх у Європі, у Великій Британії він посів 24-ту сходинку, а в американському чарті Billboard 200 він досяг лише 106-ої сходинки. Рецензії були загалом негативними, продюсування Стейнмена описувалося як «надто розкішне». Пісня «If You Were a Woman (And I Was a Man)» стала найуспішнішим синглом альбому, продажі якого у Франції склали понад 250 000 копій. Відеокліп до пісні, знятий Стейнменом і Стюартом Ормом, отримав шість номінацій на Billboard Video Music Conference.
Цього періоду Тайлер також співпрацювала й з іншими музикантами. 1986 року Стів Гаккетт запросив її виконати в дуеті з вокалістом гурту «Manfred Mann's Earth Band» Крісом Томпсоном пісню «Prizefighters» для свого альбому «Feedback 86», який вийшов лише 2000 року. А 1987 року Майк Олдфілд запросив Тайлер для запису своєї пісні «Islands» до однойменного альбому. Альбом і сингл стали відносно успішними в Європі. Того ж 1987 року американська співачка Шер в дуеті з Тайлер та Дарлен Лав записала пісню «Perfection» для свого альбому «Cher».

### 1988—1989: «Hide Your Heart»
1988 року Тайлер випустила на Columbia Records ще один студійний альбом, який вийшов в Європі під назвою «Hide Your Heart», а в США — під назвою «Notes From America». Серед авторів пісень були Майкл Болтон, Альберт Гаммонд та Дезмонд Чайлд, який також займався продюсуванням альбому. Альбом мав певний успіх у країнах континентальної Європі, у Великій Британії він досяг лише 78-го місця, тоді як до чартів США він загалі не потрапив. Якщо для Тайлер сингли з «Hide Your Heart» не стали знаменними роботами, то для інших артистів вони були головними хітами, зокрема для «Kiss» («Hide Your Heart»), Робін Бек, Шер і Фреда Пейн|Фреди Пейн («Save Up All Your Tears» у виконанні обох), Тіни Тернер з «The Best». Згадуючи цей період творчості співачки, Дезмонд Чайлд казав:
Бонні Тайлер є однією з найкращих співачок на Землі. Чому? Тому що вона приходить в студію підготовленою. Я ніколи не бачив, щоб вона співала, читаючи з паперу текст пісні. Вона приходить, знаючи пісню напам'ять, тому, коли вона стоїть там і співає, вона закриває очі. Вона в священному місці, і ти це відчуваєш. Можна багато чого сказати про Бонні Тайлер, але не можна сказати, що вона не відчуває свою музику
У рамках гастролей по Великій Британії на підтримку альбому під назвою «Hide Your Heart Tour» 1988 року, Тайлер виступала на фестивалі «Редінг» разом з Міт Лофом і гуртом «Jefferson Starship». Під час виступу Тайлер та Міт Лоф зазнавали образ з боку глядачів, які кидали в них пляшки. Міт Лоуф перервав свій виступ через травму, тоді як Тайлер змогла завершити свій виступ, закликаючи глядачів підспівувати пісні «It's a Heartache».
Також 1988 року Тайлер записала голос персонажа на ім'я Поллі Гартер в радіопостановці Джорджа Мартіна «Під молочним деревом» за драмою Ділана Томаса. Музика, написана Елтоном Джоном, включала вокальні партії Тома Джонса, Ентоні Гопкінса та Мері Гопкін.

### 1990—1994: успіх у Європі

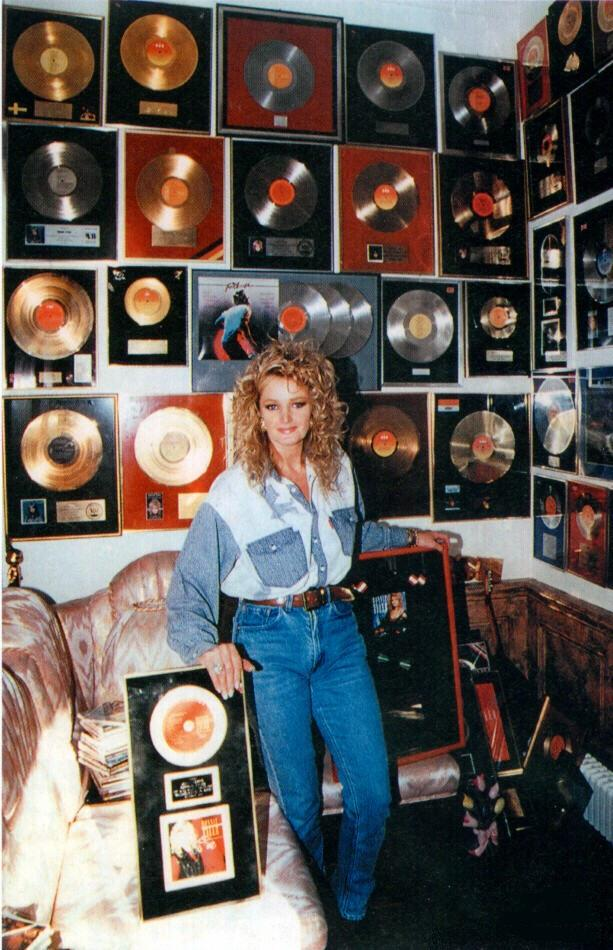
Бонні Тайлер у своєму будинку в Уельсі (1993)

1990 року Тайлер записала пісню «Into the Sunset» для саундтрека до мультсеріалу «Камінь сновидінь». Спочатку планувалося записати пісню в дуеті зі співаком Роджером Долтрі, але через накладки у розкладі чоловічий вокал записав Майк Бетт.
Того ж 1990 року співачка підписала контракт з німецькими лейблами Hansa і BMG Ariola, де почала працювати над записом свого восьмого студійного альбому. Зробити це її переконав німецький продюсер і пісняр Дітер Болен, який вважав, що «[їй слід] бути лише крапельку комерційнішою», хоча співачка спочатку поставилася скептично до такої співпраці. Крім Болена, у записі альбому також брали участь такі піснярі та продюсери як Джорджо Мородер, Альберт Гаммонд, Нік Кершоу і Рой Біттен. За словами Девіда Бруннера, A&R-менеджера Hansa: «Ми залучили так багато продюсерів, щоб передати найрізноманітніші настрої для найрізноманітніших регіонів, оскільки вірили в міжнародний кросоверний потенціал Тайлер». В результаті цієї співпраці 11 листопада 1991 року вийшов альбом «Bitterblue». Томас Мурейка з AllMusic назвав альбом «приємною збіркою поп-мелодій» і зазначив, що він розпочав «найбільш мейнстримний і менш помпезний» напрям у кар'єрі Тайлер. Заголовний трек «Bitterblue», який вийшов на місяць раніше ніж сам альбом, став хітом, що потрапив у топ-40 чартів кількох європейських країн. У Німеччині він отримав титул «Найпримітнішої пісні року» на церемонії RSH-Gold Awards. Наступного року пісня «Bitterblue» вийшла як промо-сингл у США, де її зустріла критика. Billboard розкритикував альбом, стверджуючи, що «помпезне продюсування з шаленими волинками й хоровим цвіріньканням дітей на першому плані перекриває оригінальний їдкий голос Тайлер і відсуває його на другий план». Хоча альбом «Bitterblue» так і не вийшов у Великій Британії та США, у континентальній Європі він мав комерційний успіх. Він очолив чарти Австрії та Норвегії, в останній країні він отримав чотирикратну платинову сертифікацію, а у Німеччині — золоту. З врахуванням всіх сертифікацій, загальні продажі альбому з моменту випуску склали понад півмільйона копій, тоді як до чартів Великої Британії він взагалі не потрапив.
Наступними студійними альбомами Тайлер стали «Angel Heart» (1992) і «Silhouette in Red» (1993), у яких більшу частину пісень написав та спродюсував Дітер Болен. Як і попередній альбом, «Angel Heart» також мав успіх в крїнах континентльної Європи, де отримав низку сертифікацій: у Норвегії (платину), Австрії (золото), Швейцарії (золото) та Німеччині (золото). Головний сингл альбому «Fools Lullaby» теж мав європейський успіх, у чарті Норвегії він посів 6-те місце. Також до альбому увійшла пісня «Save Your Love», яку Тайлер виконала у дуеті з Френкі Міллером. Альбом «Silhouette in Red» став останньою студійною роботою Тайлер з лейблом Hansa, він мав менший успіх у Європі, ніж її попередні роботи, хоча в Норвегії йому вдалося отримати платинову сертифікацію. AllMusic зазначав, що артистки, які мали вплив на Тайлер (Дженіс Джоплін та Тіна Тернер) «часто просвічували у цьому рідкісному альбомі». Після випуску альбому Тайлер провела гастролі по Європі на його підтримку, під назвою «Silhouette in Red Tour».
1993 року Тайлер назвали найкращою міжнародною співакою на церемонії Goldene Europa Awards, також вона отримала премії «Bravo Otto» та «Echo» як найкраща поп-рок співачка 1994 року.
У січні 1993 року попередня компанія звукозапису Тайлер, Columbia Records, випустила збірку «The Very Best of Bonnie Tyler», яка отримала платинову сертифікацію від BMVI. За словами Тайлер її випустили задля створення конкуренції її новим роботам. AllMusic охарактеризував її як «чудову збірку».
У жовтні 1994 року Тайлер випустила заключну збірку з лейблом Hansa під назвою «Comeback: Single Collection '90-'94», яка містила сингл «Back Home». Збірка та сингл не мали успіху у чартах. AllMusic оцінив збірку двома зірочками з п'яти. Контракт Тайлер з Hansa завершився наприкінці року.

### 1995—1999: «Free Spirit» і «All in One Voice»

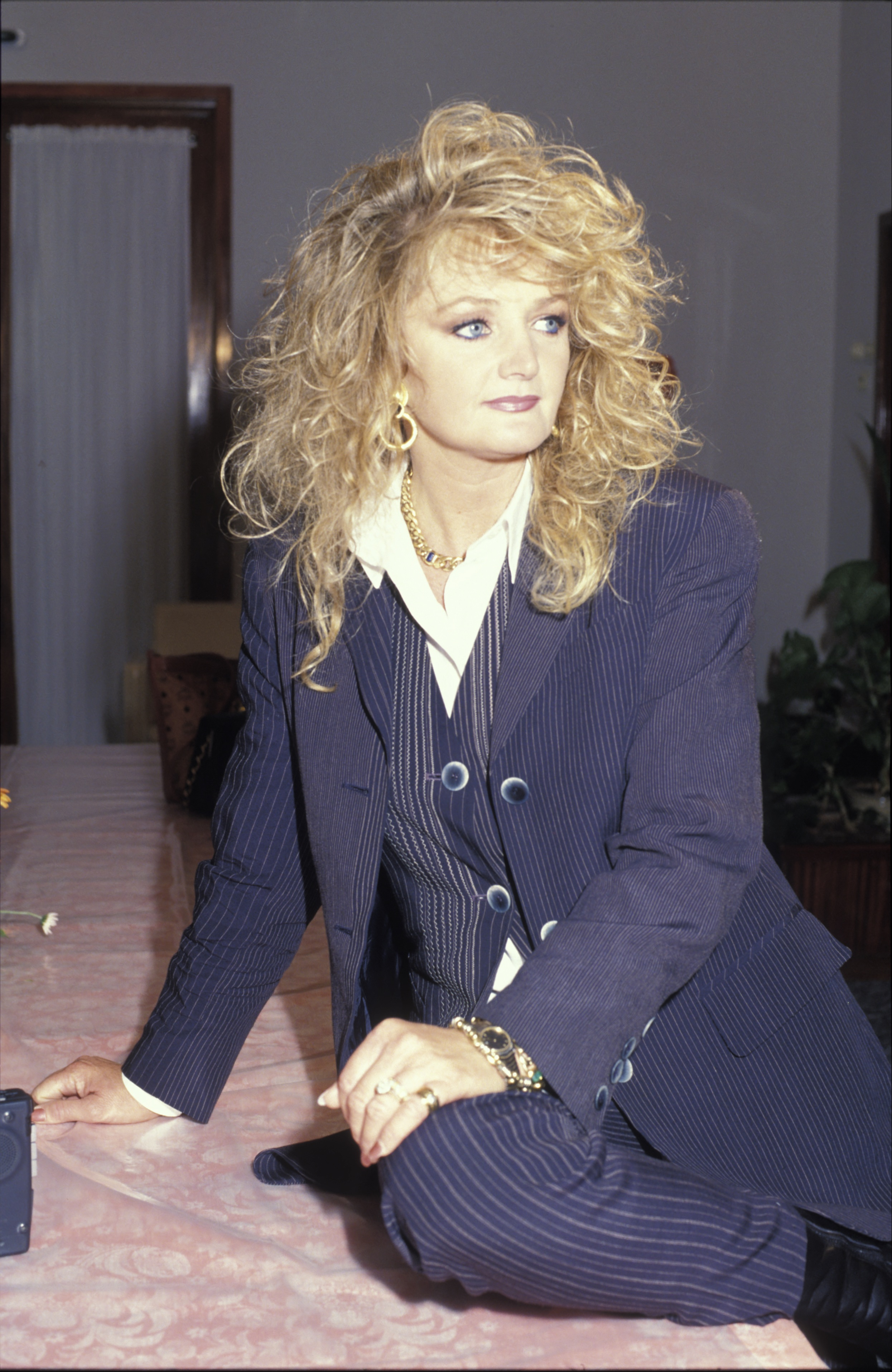
Тайлер в Москві 6 травня 1997 року

1995 року Тайлер перейшла на лейбл East West Records, де записала свій одинадцятий студійний альбом «Free Spirit». Дітер Болен сприйняв вихід Тайлер з Hansa Records «дуже особисто», описуючи її наступний альбом як «один з найдорожчих провалів в історії „Eastwest Records“». «Free Spirit» став її першим релізом у США з моменту альбому «Hide Your Heart» 1988 року. До альбому увійшли спільні роботи з різними продюсерами, зокрема з Умберто Гатікою, Девідом Фостером і Джимом Стейнменом. Нове возз'єднання Тайлер зі Стейнменом ознаменувалося випуском першого синглу альбому «Making Love Out of Nothing at All» (кавер-версія пісні, раніше виконаної дуетом «Air Supply»), який досяг 45-го місця у британському чарті у січні 1996 року. Сингл містив оперний вокал матері Тайлер у вступі.
«Free Spirit» вийшов 1995 року в Європі під лейблом EastWest, а в США під лейблом Atlantic Records. 1996 року вийшло перевидання альбому, з додаванням пісні «Limelight», яку збірна Німеччини використовувала як свій офіційний гімн під час XXVI Літніх Олімпійських ігор в Атланті. AllMusic зазначили, що «кілька пісень цього альбому мають середній рівень, але є кілька блискучих моментів, які мали б привернути цій збірці, від такої приваливої співачки, набагато більше уваги, ніж той мінімум, який вона отримала».
1997 року Тайлер повернулася до Німеччини, де записала сингл «He's the King» для німецького телесеріалу «Король Санкт-Паулі», надалі він увійшов до її дванадцятого студійного альбому «All in One Voice», випущеного 1998 року. Вона з'явилася у серіалі, виконуючи пісню в казино. Сингл вийшов в грудні 1997 року, й досяг 95-го місця в Німеччині. На цьому успіх Тайлер закінчився, альбом «All in One Voice» і його другий сингл «Heaven» взагалі не потрапили до чартів жодної країни світу. Більша частина альбому була записана з продюсером Джиммі Смітом у Дубліні та Гарольдом Фальтермайєром у Гамбурзі.
Також 1998 року Тайлер записала пісню «Tyre Tracks and Broken Hearts» для концептуального альбому Ендрю Ллойда Веббера «Whistle Down The Wind». Наступного року вона записала пісню «Is Anybody There?» для альбому Ріка Вейкмана «Return to the Centre of the Earth».

### 2000—2003: «Greatest Hits» і «Heart String»

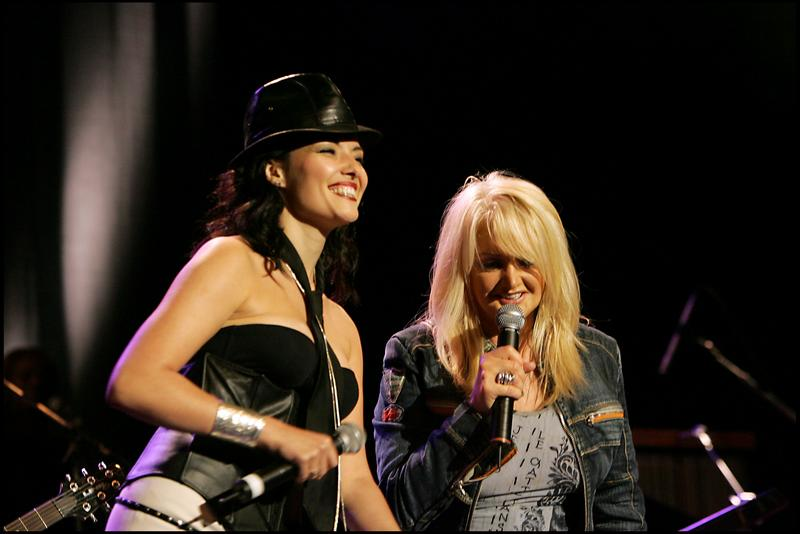
Карін Антонн і Бонні Тайлер, червень 2005 року

14 вересня 2001 року Тайлер випустила збірку «Greatest Hits», що містила сімнадцять треків. Збірка посіла 18-те місце в британському чарті альбомів і отримала срібну сертифікацію від BPI за продажі понад 60 000 копій. «Greatest Hits» також потрапив у топ-10 чартів п'яти європейських країн.
2002 року Тайлер почала працювати над своїм тринадцятим студійним альбомом «Heart Strings». Компанія EMI запропонувала їй записати альбом кавер-версій з оркестром і гуртом Тайлер. Вона підібрала тринадцять пісень, серед яких були твори таких виконавців, як «U2», «The Beatles» і Брюс Спрінгстін. Аранжувальниками пісень стали композитори Нік Інгмен і Карл Дженкінс, їхнє виконання взяв на себе Філармонічний оркестр міста Праги.
«Heart Strings» вийшов 18 березня 2003 року, після чого Тайлер дала тур по Німеччині на його підтримку. Альбом потрапив до європейських чартів, де досяг топ-50 у п'ятьох країнах. Того ж року французька вокалістка Карін Антонн прислала Тайлер демо-запис, у якому Антонн співає пісню «Total Eclipse of the Heart» з французьким аранжуванням під назвою «Si demain... (Turn Around)» та попросила виконати її в дуеті з нею. Тайлер погодилася, і трек вийшов як сингл в грудні 2003 року. Він очолював французький чарт протягом десяти тижнів, також він посів першу сходинку в чартах Бельгії та Польщі. Його продажі у Франції склали понад 500 000 копій. Успіх сингла вважався «поверненням» Тайлер до чартів Франції, переважна більшість відгуків від музичних критиків були схвальними.

### 2004—2005: «Simply Believe» і «Wings»
У квітні 2004 року вийшов чотирнадцятий студійний альбом Тайлер «Simply Believe», до якого увійшли сім нових пісень, треки-перезаписи та кавер-версії. Тайлер записала з Карінн Антонн пісню «Si tout s'arrête (It's a Heartache)», яка стала їх другим двомовним дуетом, вона посіла 12-те місце у французьких чартах. Тайлер разом з продюсером Жаном Лахсеном написала титульну пісню альбому і ще два треки. «Simply Believe» пробув 23 тижні у французьких чартах альбомів, де досяг 18-го місця.
Навесні 2005 року Тайлер випустила свій п'ятнадцятий студійний альбом «Wings», записаний у Парижі. Він містив дванадцять нових пісень, дві з яких були записані французькою мовою, а також нові версії пісень «Total Eclipse of the Heart» і «It's a Heartache». Для реклами альбому Тайлер провела велике турне Європою, включаючи телевиступ на Міжнародному пісенному фестивалі в Сопоті (проходить у Польщі), а також записала концерти в паризькому театрі «La Cigale» й на фестивалі «Fiestas del Pilar» у Сарагосі (Іспанія). Відеозаписи всіх трьох концертів вийшли на DVD «Bonnie on Tour» 2006 року. У Великій Британії «Wings» вийшов 2006 року під назвою «Celebrate». 2005 року Тайлер отримала німецьку міжнародну премію «Штайгер» за видатні досягнення.

### 2006—2011: «From the Heart: Greatest Hits» і «Best of 3 CD»

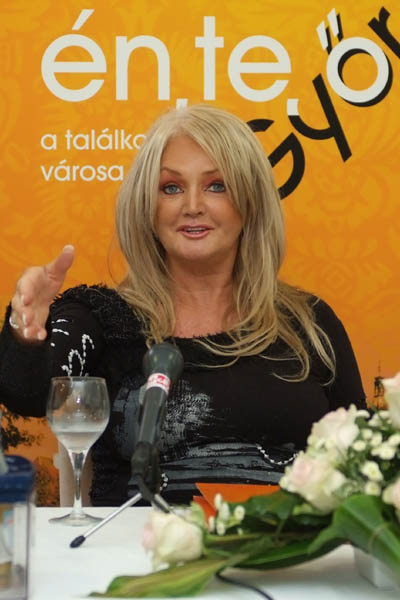
Бонні Тайлер, 2009 рік

2006 року Тайлер вперше за багато років з'явилася на американському телебаченні, виконавши пісню «Total Eclipse of the Heart» разом з акторкою Люсі Лоулес у програмі «Celebrity Duets». Наступного року вона записала нову версію цієї пісні разом з панк-гуртом «BabyPinkStar» і випустила збірку «From the Heart: Greatest Hits», який посів 2 місце в Ірландії та 31 місце у Великій Британії.
У квітні 2009 року Тайлер приєдналася до валлійського чоловічого хору «Only Men Aloud!» під час їхнього туру по Великій Британії, де виконала «Total Eclipse of the Heart». Вони записали цю пісню для другого студійного альбому хору «Band of Brothers», який вийшов у жовтні. Того ж року вона також записала титульну пісню для нового мюзиклу Мала Поупа «Cappuccino Girls» і виконала її на прем'єрі в Гранд-театрі Суонсі. Тайлер також знялася в епізодичній ролі серіалу «Пізніше в Голліоксі», де виконала пісню «Holding Out for a Hero» упродовж сцени сну з персонажем Кармел Макквін (акторка Джемма Мерна).
2010 року Тайлер з'явилася в телерекламі «MasterCard», де заспівала пародію на пісню «Total Eclipse of the Heart». У липні та серпні вона випустила пісню «Something Going On» із кантрі-співаком Вейном Ворнером та нову версію хіта «Making Love (Out of Nothing At All)» із Меттом Петріном. У жовтні вона гастролювала з Робіном Гіббом в Австралії та Новій Зеландії.
2011 року Тайлер з'явилася на шведському телешоу Kvällen är din («Вечір твій»), де заспівала пісню «Total Eclipse of the Heart» із шведським співаком Нікласом Паулстремом. Крім цього, вона виконала пісню «It's a Heartache». Також Тайлер знялася в музичному кліпі «Newport (Ymerodraeth State of Mind)», пародії на пісню Джея-Зі та Аліші Кіз «Empire State of Mind» для благодійної організації BBC Comic Relief. 2011 року Тайлер нагородили на BMI London Awards за пісню «It's a Heartache», що принесла їй понад 3 мільйони прокручувань на телебаченні та радіо США з часу першого запису 1977 року. Того ж року вона з'явилася в українській версії телешоу «X-Фактор» як одна з трьох британських гостей, поряд з Кайлі Міноуг і Шер Ллойд. На телешоу співачка виконала пісні «It's a Heartache», «Total Eclipse of the Heart» і «Holding Out for a Hero». У грудні 2011 року портрет Тайлер, написаний Рольфом Гаррісом, що належить Кеті Сімс, оцінили в 50 000 фунтів стерлінгів на програмі BBC «Антикварне роуд-шоу».
У вересні 2011 року Тайлер випустила нову збірку під назвою «Best of 3 CD», яка посіла 36-те місце у чартах Франції. Збірка містила кавер-версію пісні «Eternal Flame» гурту «The Bangles», записану в дуеті з Лорою Зен французькою та англійською мовами, яка вийшла як сингл.

### 2012—2014: «Rocks and Honey» і Пісенний конкурс «Євробачення»

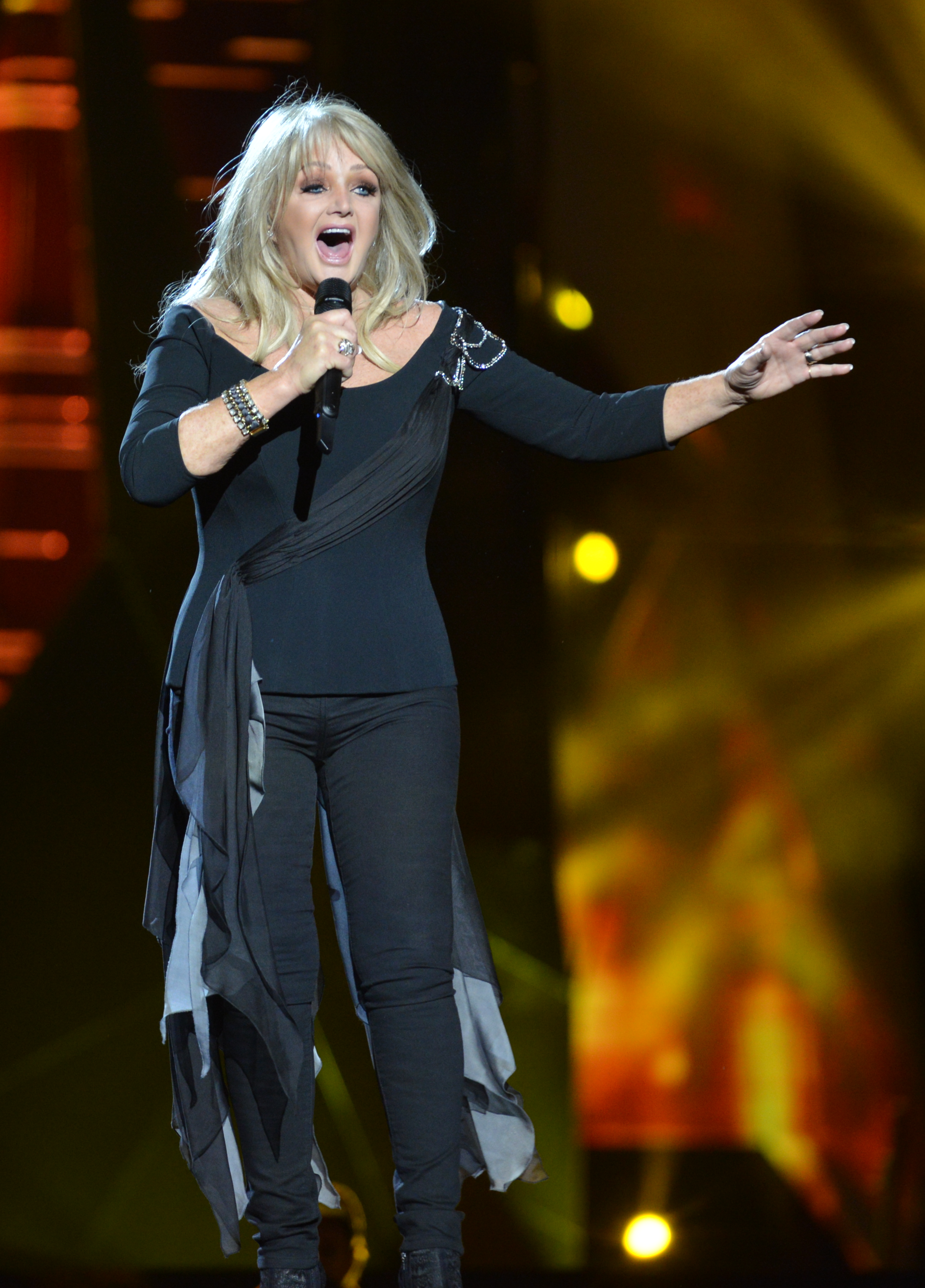
Бонні Тайлер на «Євробаченні» 2013 року

На початку 2012 року Тайлер почала працювати над своїм шістнадцятим альбомом «Rocks and Honey». У пошуках матеріалу для альбому вона вирушила до Нашвілла (штат Теннессі). Альбом записали «Blackbird» у Нашвіллі, де його продюсером стаав Девід Гафф. Перед випуском альбому Тайлер надіслала його на BBC для отримання відгуків. Прослухавши третій трек «Believe in Me», вони запросили її представляти Велику Британію з цією піснею на «Євробаченні» 2013 року. Хоча спочатку співачка вагалася, вона погодилася, назвавши «Євробачення» «чудовою рекламою для свого альбому».
Оголошення 7 березня 2013 року того, що Тайлер представлятиме Велику Британію на конкурсі, викликало неоднозначну реакцію. 13 березня вийшла пісня «Believe in Me», яка посіла 93-те місце у британському чарті. Як член «Великої п'ятірки», Велика Британія автоматично потрапила до фіналу «Євробачення», який відбувся 18 травня. Тайлер посіла 19-те місце з 23 балами. Реагуючи на результати, співачка заявила: «Я зробила все, що могла, з чудовою піснею», додавши: «Я дуже рада і щаслива, що зробила це, бо це був неймовірний досвід. Це було як ще одна церемонія вручення премії „Греммі“».
Після «Євробачення» Тайлер стала першою представницею Великої Британії, яка отримала нагороду «Eurovision Song Contest Radio». Її удостоїли нагород у номінаціях «Найкраща пісня» і «Найкраща співачка».
Альбом «Rocks and Honey» вийшов 6 травня 2013 року у Великій Британії і досяг 52-го місця в британському чарті. На назву альбому вплинув контраст між голосами Тайлер і Вінса Гілла у їхній дуетній «What You Need from Me», який порівнювали з «камінням та медом». «This Is Gonna Hurt» і «Love Is the Knife» вийшли як другий і третій сингли відповідно в серпні і вересні 2013 року, хоча обидві пісні не потрапили до чартів.
2014 року Тайлер записала пісню «Miserere» для альбому Рідіана Робертса «One Day like This», і пісню «Fortune» для альбому Спайка «100% Pure Frankie Miller».

### 2015–сучасність: «Between the Earth and the Stars» і «The Best Is Yet to Come»

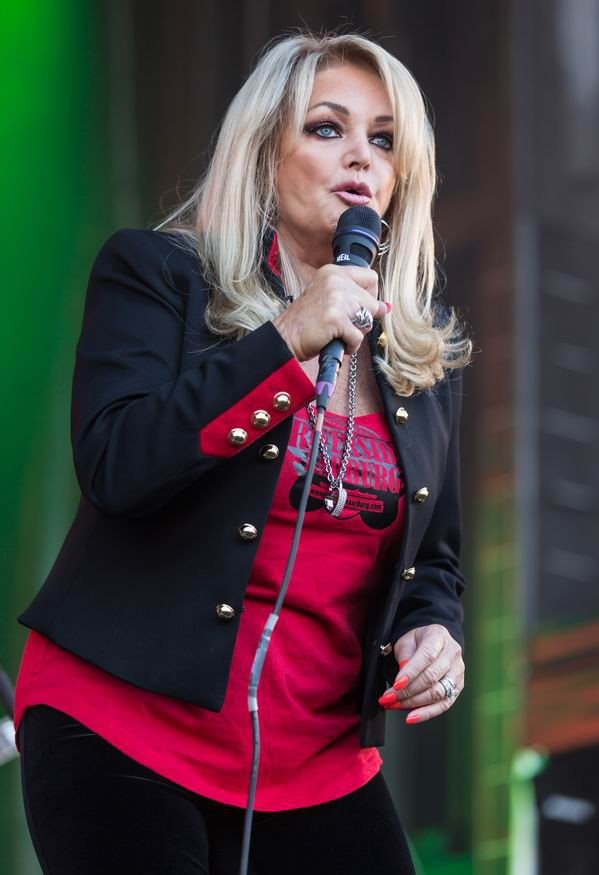
Бонні Тайлер, 2016 рік

У червні 2015 року Тайлер з'явилася на німецькому телешоу «Die schönsten Disney Songs aller Zeiten», присвяченому популярним пісням «Діснея». Вона виконала пісню «Circle of Life» з мультфільму «Король Лев». У вересні того року Тайлер виконала пісні «Total Eclipse of the Heart» і «Holding Out for a Hero» у телешоу «Найкращий час у житті» з Нілом Патріком Гаррісом, Ніколь Шерзінгер та Алеком Болдвіном.
2016 року Тайлер взяла участь у записі альбому Френкі Міллера «Double Take». Того року, під час своїх гастролів «Greatest Hits Tour» в Німеччині, вона оголосила про плани поїхати до Нашвілла для запису нового альбому з продюсером Джоном Картером Кешем. Проте пізніше співачка повідомила німецькій газеті «Westdeutsche Zeitung», що замість цього вона вирішила працювати з австралійським продюсером Девідом Маккеєм, з яким раніше записувалася у 1970-х роках.
У березні 2017 року Тайлер випустила новий сингл під назвою «Love's Holding On» з німецьким метал-гуртом «Axel Rudi Pell». У серпні того року Тайлер виконала «Total Eclipse of the Heart» на борту круїзного корабля «MS Oasis Of The Seas» з американським танцювальним рок-гуртом «DNCE», відзначивши сонячне затемнення 21 серпня 2017 року. Пісня отримала 31 000 завантажень в Інтернеті, що дозволило їй посісти 13-те місце в чарті Billboard Digital Songs. У листопаді вона випустила нову збірку під назвою «Remixes and Rarities», яка містила численні треки з її старого з раніше не опублікованого на CD репертуру.
У березні 2018 року Тайлер вирушила в 22-денний тур по Німеччині та Австрії, щоб відсвяткувати 40-річчя пісні «It's a Heartache», з ізраїльським співаком Шарроном Леві на розігріві.
У лютому 2019 року Тайлер випустила пісню «Hold On», як головний сингл її сімнадцятого студійного альбому «Between the Earth and the Stars», який вийшов в березні. Спродюсований Девідом Маккеєм, альбом містив дуети з Родом Стюартом, Френсісом Россі і Кліфом Річардом, а також пісні, написані Баррі Гіббом і Емі Водж, серед інших. Альбом посів 34-го місце у британському чарті і потрапив у «топ-40» в Австрії, Німеччині та Швейцарії. У квітні 2019 року Тайлер вирушила у 23-денний тур Європою на підтримку альбому, кульмінацією якого став виступ на фестивалі BBC Proms in the Park у лондонському Гайд-парку та сольний концерт у театрі «London Palladium» у вересні. Її виступ у театрі «L'Olympia» в Парижі зняли на камеру і транслювали на Canal+.
У серпні 2019 року лейбл «Cherry Red Records» випустив бокс-сет «The RCA Years», до якого увійшли перші чотири студійні альбоми Тайлер. Журнал «Classic Pop» описав бокс-сет «ретельно підібраний комплект із чотирьох CD». У листопаді того року Тайлер виступила як гість на концерті Бена Цукера на арені «Mercedes-Benz» у Берліні, виконавши пісню «It's a Heartache». Їхній дует увійшов до концертного альбому Цукера «Wer Sagt das?! Zugabe!», випущеного у травні 2020 року.

Бонні Тайлер у відеокліпі до пісні «Believe in Me» (2013)

У грудні 2019 року Тайлер випустила нову версію своєї пісні «Streets of Stone» 2005 року для The World's Big Sleep Out, міжнародного благодійного заходу на підтримку бездомних. 14 грудня співачка виступила на «Різдвяному концерті» у Ватикані в присутності Папи Римського Франциска.
У березні 2020 року Тайлер оголосила, що її вісімнадцятий студійний альбом «The Best Is Yet to Come» завершений. Проте через пандемію COVID-19 реліз альбому перенесли на зиму 2021 року. Альбом, який посів 9-те місце в британському чарті, був поверненням співачки до поп-рок-звучання 1980-х років. Він складався з 12-ти треків, серед яких були кавер-версії: пісні «I'm Not in Love» гурту «10cc» і «Catch the Wind» музиканта Донован.
У травні Тайлер випустила благодійний сингл «Through Thick and Thin (i'll Stand by You)» з Лоррейн Кросбі на підтримку організації Teenage Cancer Trust. Сингл посів 64-те місце в британському чарті інтернет-завантажень.
2 вересня 2022 року вийшла дуетна пісня Тайлер і Майка Бетта «Into the Sunset» у вигляді цифрового синглу. Спочатку пісня вийшла як саундтрек до мультсеріалу «Камінь сновидінь» 1990 року. У жовтні того року Тайлер виконала «Total Eclipse of the Heart» наживо з акторським складом мюзиклу «Танець вампірів» у Штутгарті, щоб відзначити 25-річчя його виходу.
У листопаді 2022 року Тайлер вирушила у свій перший тур Південною Америкою з вісьмома концертами в Бразилії та одним концертом в Уругваї. У розмові виданню «El País» Тайлер заявила про своє бажання випустити ще один студійний альбом 2023 року, що так і не було втілено. 28 вересня 2023 року видавництво «Coronet Books» опублікувало її мемуари під назвою «Від щирого серця» («Straight from the Heart»).
19 квітня 2024 року Тайлер випустила свій третій концертний альбом «In Berlin», записаний у берлінській залі «Admiralspalast» під час її туру «Between the Earth and the Stars Live Tour» 8 травня 2019 року. Виходу альбому передував випуск 22 березня його першого синглу «Faster Than the Speed of Night».
У вересні 2024 року Тайлер виступила в готелі «Plein» на заході, організованому Філіппом Пляйном у рамках Тижня моди в Мілані. 31 грудня Тайлер представила свій новий сингл «Yes I Can» на фестивалі «Silvester-Schlagerbooom 2025».

## Артистизм

### Вплив
Тайлер народилася в музичній сім'ї, вона виросла, слухаючи різні музичні жанри. Одним з найбільш ранніх музичних спогадів Тайлер стало те, як її мати в родинному домі співала оперну музику. Тайлер відвідувала церкву, поки їй не виповнилося 16 років. Її першим виступом став спів у церкві англіканського гімну «All Things Bright and Beautiful». Завдяки музичним уподобанням її братів та сестер, вона також познайомилася з музикою Елвіса Преслі, Френка Сінатри, «The Beatles» та інших гуртів 1960-х років. Першим виступом, який Тайлер побачила наживо, став спів Френкі Міллера. Згодом вона записала з ним дуети.
В юному віці на Тайлер найбільш вплинули Дженіс Джоплін та Тіна Тернер. Своєю улюбленою піснею вона називає «River Deep — Mountain High». Іншими артистами, які вплинули на Тайлер в її молодості, є Арета Франклін, Вілсон Пікетт, Міт Лоф, Джо Кокер, Дасті Спрингфілд і Томмі Стіл. Вона також висловлювала захоплення сучасними артистами, такими як «Guns N' Roses», Анастейша, Тоні Брекстон, Даффі та Емінем. Крім цього, Тайлер висловлювала зацікавленість у співпраці з Адель, яку вона вважає «великою авторкою пісень, співачкою та виконавицею».

### Вокальний стиль

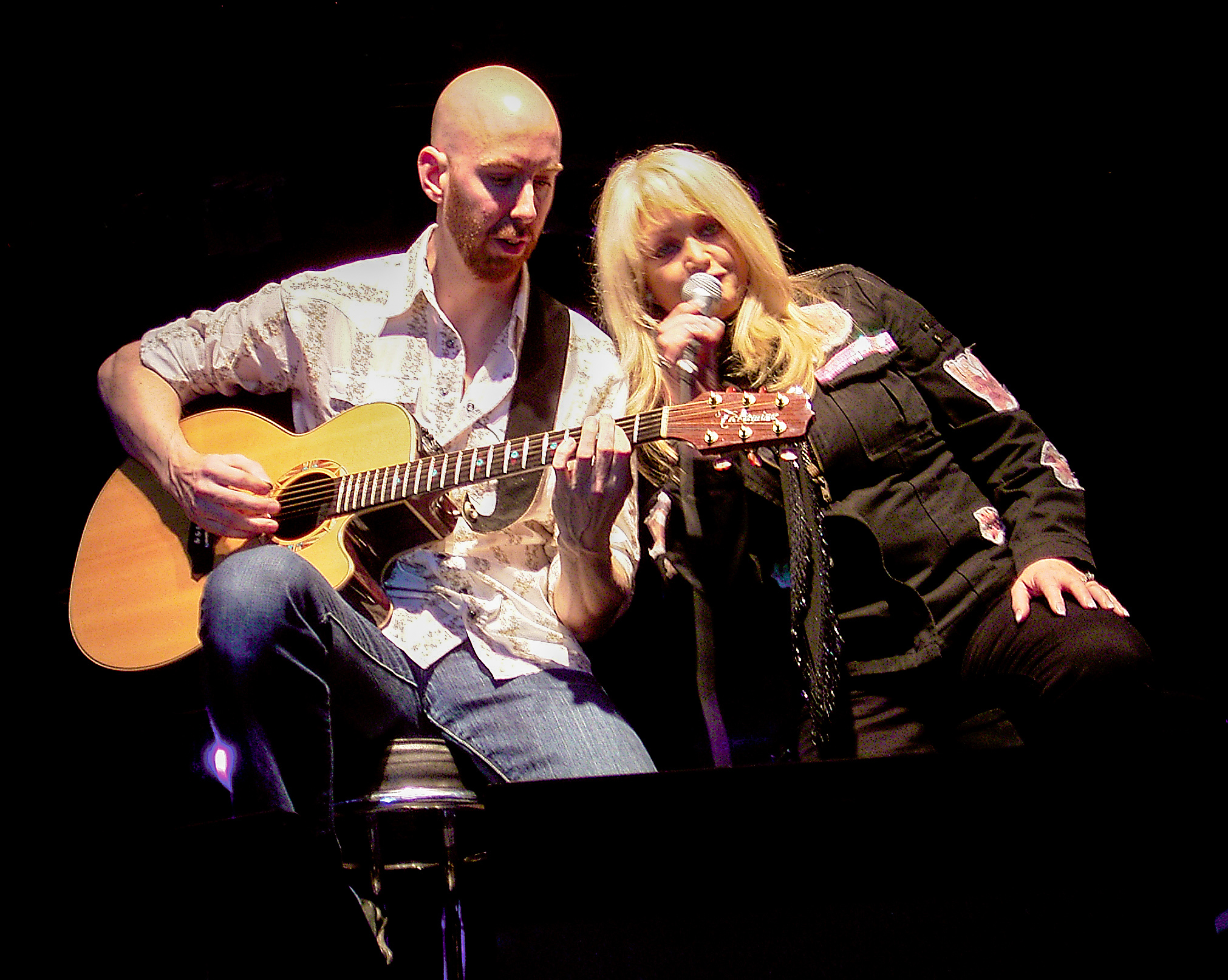
Тайлер і Метт Петрін на концерті 2006 року

Музика Тайлер містить елементи кантрі, року, попу, блюзу та кельтської музики. Її хрипкий голос порівнювали з Родом Стюартом та Кім Карнз. Він був побічним наслідком операції на голосових зв'язках у 1970-х. Її іноді навіть називали «жіночим Родом Стюартом», а після співпраці з Джимом Стейнменом «жіночим Міт Лоуфом». Невдовзі після операції, коли Тайлер записувала другий альбом «Natural Force», студійний гурт хвалив її змінений голос. Критики з AllMusic описували голос Тайлер як «непідробний», «чудово жорсткий» та як «ефективний інструмент», що привернув увагу її перших менеджерів Ронні Скотта та Стіва Вулфа.
У критичному огляді альбому «Rocks and Honey» OMH Media описали вокал Тайлер як «хороший тільки для одного — репету щодуху похмурої лірики», натякаючи на те, що вона звучить як пізній Джонні Кеш, коли намагається «стримати [свій голос]». Порівнюючи її сучасний голос, The Yorkshire Times писали, що вокальні партії Тайлер «усе ще мають те, що змушує ваше серце щеміти». Джим Стейнмен розповідав журналу People, що написав «Total Eclipse of the Heart» спеціально щоб «вповні розкрити голос [Тайлер]». AllMusic говорили, що голос Тайлер «створює цілковите враження „відчайдушного прагнення любові“, що якнайкраще відповідає романтичній ліриці».

### Написання пісень
Хоча написання пісень ніколи не було значною частиною кар'єри Тайлер, вона є співавторкою кількох Б-сторін синглів й інших треків. Пісню «Gonna Get Better» на Б-стороні японського синглу «Sayonara Tokyo» 1980 року вона написана разом зі своїм братом Полом Гопкінсом.
У 2001 році у співавторстві з Гері Пікфордом-Гопкінсом співачка написала чотири пісні для його альбому «GPH» і заспівала з ним дуетом на треку «Loving You Means Leaving You» Тайлер також брала участь у написанні кількох треків для свого альбому «Wings» 2005 року, включаючи сингли «Louise» і «Celebrate»..

## Філантропія

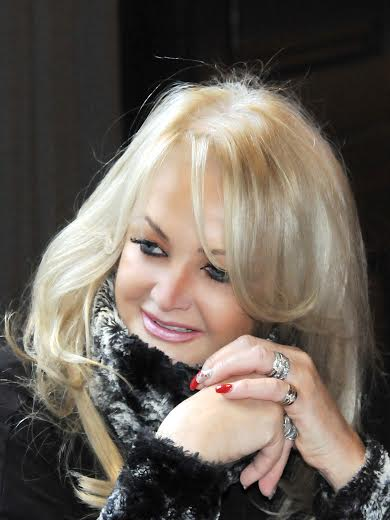
Тайлер в Москві у 2013 році

Тайлер брала участь у низці благодійних супергуртів, до яких залучалися легенди світу музики. 1986 року вона співала у синглі «Анти-героїн»-проєкту «It's a Live-In World». Виручені кошти було передано благодійній організації Phoenix House Charities, яка фінансувала центри боротьби з героїновою залежністю у Великій Британії. У 1987 році внесла свій вокал в останній приспів синглу «Let It Be» гурту «The Beatles» у складі британсько-американського колективу «Ferry Aid». Виручені кошти було передано до благодійної організації, що підтримувала жертв катастрофи в бельгійському порті Зебрюгге, де затонув паром. Сингл продали накладом понад 500 000 копій у Великій Британії, де він очолював чарти протягом трьох тижнів. 1990 року Тайлер приєдналася до колективу «Rock Against Repatriation», щоб записати кавер на пісню «Sailing». Це була пісня протесту у відповідь на репатріацію в'єтнамських човнярів, які втекли до Гонконгу. Сингл посів 89 сходинку у британському чарті.
З 1990-х років Тайлер опікується Дитячим терапевтичним центром Бобата в Кардіффі, Уельс, який надає допомогу дітям з церебральним паралічем. 2013 року вона провела кампанію за призначення Бобату на премії Pride of Britain Awards. Тайлер також є послом дитячої лікарні Ноїв ковчег в Уельсі. У січні 2005 року Тайлер виступив на благодійному концерті «Rock for Asia» в Інгольштадті, Німеччина, зібравши кошти для жертв землетрусу та цунамі в Індійському океані 2004 року. Захід було записано і він вийшов на DVD. Вона також фігурує на благодійному альбомі 2007 року під назвою «Over the Rainbow». Захід показали у британському телесеріалі «Challenge Anneka», в якому ведуча Аннека Райз поставила перед собою завдання зібрати тринадцатитрекову збірку пісень з мюзиклів за п'ять днів і організувати рекламний концерт для випуску компакт-диску. Вторговані кошти пішли на Благодійний фонд допомоги дітям-інвалідам «Чейз Траст». Для цього альбому Тайлер вибрала пісню «I Don't Know How to Love Him» з одного з її улюблених мюзиклів «Ісус Христос — суперзірка».
1 листопада 2009 року Тайлер приєдналася до артистів, разом з Джоссом Стоуном, гуртами «Escala» та «Bananarama», у благодійному концерті на підтримку досліджень раку молочної залози. Концерт провели у Royal Albert Hall, щоб зібрати кошти для організації Pinktober. В наступному році Тайлер виступила гедлайнером на новозеландському благодійному вар'єте разом з Лео Сеєром.
У листопаді 2012 року Тайлер пожертвувала джинсову куртку з діамантами, щоб допомогти зібрати кошти для зниклої на той час п'ятирічної Ейпріл Джонс. 2013 року на благодійний заклик BBC допомоги нужденним дітям — «Children In Need» Тайлер перезаписала пісню «Holding Out for A Hero» для двох рекламних роликів під девізом «Будь героєм» («Be A Hero»), щоб заохотити громадськість до кампанії зі збору коштів. Окрім цього, 2012 року в Португалії Тайлер назвали покровителькою заснованої в районі Гіа Благодійної асоціації для тварин (AAG), яка допомагає пораненим, голодним і нещасним вуличним тваринам через програми підгодівлі та ветеринарної допомоги. 2014 року вона підтримала кампанію Британського союзу за скасування вівісекції (BUAV), яка передбачала, що тварини, які перебувають у випробувальних лабораторіях, мають обов'язково бути повернені додому. 2020 року Тайлер брала участь у виконанні кавера до пісні «Don't Answer Me» колективу «The Alan Parsons Project», щоб зібрати кошти для Бергамо, італійського міста, яке сильно постраждало від спалаху пандемії COVID-19.

## Особисте життя
Бонні Тайлер
Бонні Тайлер

Бонні Тайлер, 2001 рік

14 липня 1973 року Тайлер одружилася з девелопером нерухомості та дзюдоїстом, учасником Олімпійських ігор 1972 року Робертом Салліваном. У них немає дітей, Тайлер пережила викидень у 39 років.
Починаючи з 1988 року Тайлер і її чоловік володіють будинком з п'ятьма спальнями в Алгарве (Албуфейра в Португалії). Наприкінці 1970-х років Тайлер записала там один зі своїх альбомів, пара проводить там кращу частину року. 2005 року Тайлер знялася в Алгарве для польського розважального телевізійного шоу «Zacisze gwiazd», в якому досліджуються будинки акторів та музикантів.
Тайлер із чоловіком інвестують у нерухомість. В інтерв'ю 1999 року вони повідомили, що володіють сільськогосподарськими угіддями в Португалії та в Новій Зеландії, 22 будинками у Беркширі та Лондоні і 65 стайнями, які пропонують послуги кінного пансіонату. В інтерв'ю 2013 року Тайлер повідомила, що ферму в Новій Зеландії вони перетворили на молочну ферму через 12 років після того, як придбали землю. У цьому ж інтерв'ю вона сказала, що вони також володіють кар'єром.

## Дискографія

### Студійні альбоми
1. The World Starts Tonight (1977)
2. Natural Force (1978)
3. Diamond Cut (1979)
4. Goodbye to the Island (1981)
5. Faster Than the Speed of Night (1983)
6. Secret Dreams and Forbidden Fire (1986)
7. Hide Your Heart (1988) також знаний як Notes From America (1988)
8. Bitterblue (1991)
9. Angel Heart (1992)
10. Silhouette in Red (1993)
11. Free Spirit (1995)
12. All in One Voice (1999)
13. Heart Strings (2003) також знаний як Heart & Soul (2002)
14. Simply Believe (2004)
15. Wings (2005) також знаний як Celebrate (2006)
16. Rocks and Honey (2013)
17. Between the Earth and the Stars (2019)
18. The Best Is Yet to Come (2021)

## Гурт
Концертний склад Бонні Тайлер:
- Кіт Атак — гітара
- Метт Прайор — гітара
- Ед Пул — бас-гітара
- Джон Янг — клавішні
- Грем Рольф — ударні

## Нагороди та відзнаки

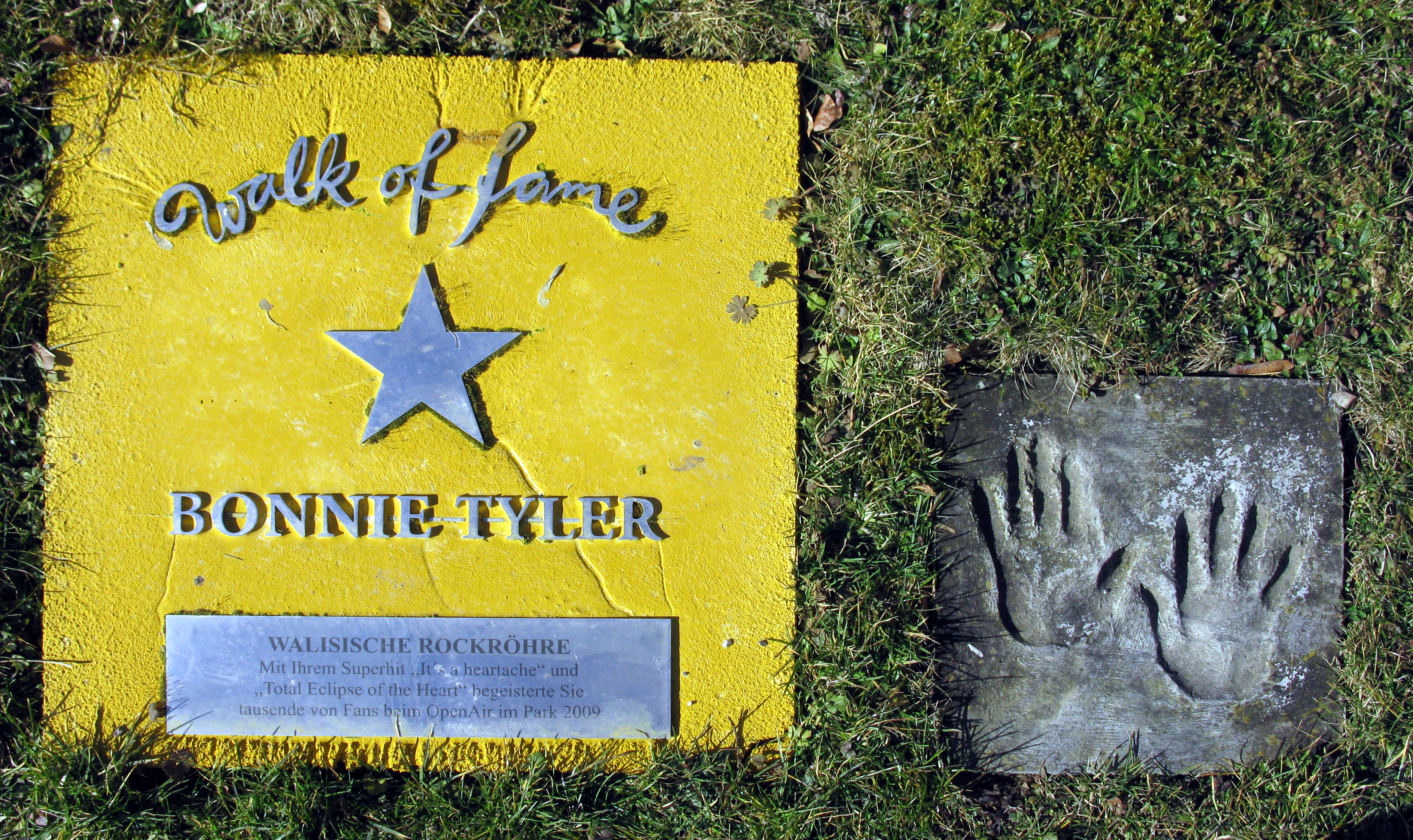
Бонні Тайлер на Алеї слави парку Бад-Кроцінгена

Продажі «Total Eclipse of the Heart» і «It's Heartache» оцінюються у понад 6 мільйонів екземплярів кожний, вони є одними з найпродаваніших синглів всіх часів.
Тайлер у 1976 році зробила прорив з синглом «Lost in France», який призвів її до номінації Brit Awards на кращий британський жіночий дебют 1977 року. У 1980-х роках вона отримала номінації ще на дві Brit Awards, і три премії Греммі. 2013 року її нагородили Золотим значком Британської академії піснярів, композиторів і авторів (BASCA).
1979 року Тайлер виграла 10-й Всесвітній фестиваль популярної пісні з піснею «Sitting on The Edge Of The Ocean», представляючи Велику Британію. 2013 року Тайлер також стала першою і єдиною представницею Великої Британії, лауреаткою премії «Радіо Євробачення». Вона також стала однією з перших західних артисток, які гастролювали в Радянському Союзі.
На додаток до музичних нагород, Тайлер отримала місцеві нагороди в Уельсі; у тому числі названа почесною громадянкою Ніт-Порт-Толбота у 2011 році, і отримала почесний ступінь та докторантуру Університету Суонсі у 2013 році. Вона також є почесною членкинею Королівського валлійського коледжу музики і драми. 2016 року її удостоїли відзнаки Лорда-мера Суонсі За заслуги перед музикою.
У 2022 році під час церемонії нагродження в рамках святкування дня народження Єлизавети II Бонні Тайлер нагродили Орденом Британської імперії (MBE) за заслуги перед музикою.